# Дубівський
Дубі́вський (до 1954 року Громівка) — селище в Україні, в Антрацитівській міській громаді Ровеньківського району Луганської області.

## Населення

### Мова
Розподіл населення за рідною мовою за даними перепису 2001 року:
| Мова            | Кількість | Відсоток |
| --------------- | --------- | -------- |
| російська       | 3892      | 85.54%   |
| українська      | 646       | 14.20%   |
| білоруська      | 3         | 0.07%    |
| румунська       | 3         | 0.07%    |
| болгарська      | 1         | 0.02%    |
| німецька        | 1         | 0.02%    |
| інші/не вказали | 4         | 0.08%    |
| Усього          | 4550      | 100%     |

## Персоналії
- Петриченко Євген Володимирович (1976) — український композитор, член Національної спілки композиторів України.
- Федорін Юрій Петрович (1979—2017) — молодший сержант Збройних сил України, учасник війни на сході України.
- Щербіна Андрій Вікторович (1974–2014) — український військовик, учасник війни на сході України, кавалер ордена «За мужність» ІІІ ступеня (посмертно).